# Liste der Kulturdenkmäler in Osterholz
In der Liste der Kulturdenkmäler in Osterholz sind alle Kulturdenkmäler des Bremer Stadtteils Osterholz aufgelistet.
Grundlage ist die vom Landesamt für Denkmalpflege Bremen (LfD) veröffentlichte Landesdenkmalliste. Die amtlichen Daten wurden direkt aus einem Export der Denkmaldatenbank beim LfD 
mit dem Stand von März 2025 übernommen.

## Hinweise
Weitere Erläuterungen zum Aufbau dieser Liste und zu ihrem Inhalt bietet die Seite Inhalte der Tabellen.
Die anklickbare Karte rechts leitet zu den Listen der anderen Stadtteile. Auf der Übersichtsseite befindet sich eine größere Karte.
Wichtig für Autoren:  Links zu Artikeln oder Architekten sowie Bilder oder Koordinaten der Objekte auch/nur in die Ergänzungsliste eintragen, da die Tabelle mittels Datentechnik erstellt wird. Änderungen in der Tabelle von Hand werden sonst beim nächsten Update überschrieben.
|  | Mit dem Bremer Express-Upload können Bilder mit automatischer Zuordnung zu den Objekten auf Commons hochgeladen werden. Bitte dazu auf das Kamera-Symbol in der jeweiligen Tabellenzeile klicken. Eine Kurzinformation bietet diese Projektseite. |

## Denkmalliste Osterholz
| Objekt                                                                                      | Typ                                      | Baujahr                          | Architekt/Künstler                                                    | Adresse | Koordinaten Wikidata | Art? | Objekt-Nr.? | Bild |
| ------------------------------------------------------------------------------------------- | ---------------------------------------- | -------------------------------- | --------------------------------------------------------------------- | --- | -------------------- | ---- | ----------- | ---- |
| St.-Jürgen-Asyl, Klinikum Ost                                                               | Krankenhaus, Irrenanstalt                | 1900–1904, 1907–1915             | Weber, Hugo Wagner, Hugo Ohnesorge, Hans                              | Züricher Straße 40 Osterholzer Landstraße 51, 51a, 51g, 51a, 51g Ellener Dorfstraße, Lachmundsdamm, Oewerweg | Lage Q47064638       | DG   | 0178        |      |
| St.-Jürgen-Asyl, Anstaltsgarten, Klinikum Ost, Park                                         | Park, Anstaltsgarten                     | 1900–1904                        |                                                                       | Züricher Straße 40 Osterholzer Landstraße 51, 51a, 51g Oewerweg                                              | Lage Q42430746       | BT   | 1656        |      |
| St.-Jürgen-Asyl, Überwachungs-Station für Männer, Haus I, Klinikum Ost, Haus 1              | Krankenstation                           | 1900–1904                        | Weber, Hugo Wagner, Hugo Ohnesorge, Hans                              | Züricher Straße 40 Osterholzer Landstraße 51, 51a, 51g Oewerweg                                              | Lage Q42430804       | BT   | 1657        |      |
| St.-Jürgen-Asyl, Pflege-Station für Männer, Haus II, Klinikum Ost, Haus 12                  | Krankenstation                           | 1900–1904                        | Weber, Hugo Wagner, Hugo Ohnesorge, Hans                              | Züricher Straße 40 Osterholzer Landstraße 51, 51a, 51g Oewerweg                                              | Lage Q42430824       | BT   | 1658        |      |
| St.-Jürgen-Asyl, Geschlossene Station für Männer, Haus III, Klinikum Ost, Haus 13           | Krankenstation                           | 1900–1904                        | Weber, Hugo Wagner, Hugo Ohnesorge, Hans                              | Züricher Straße 40 Osterholzer Landstraße 51, 51a, 51g Oewerweg                                              | Lage Q42430955       | BT   | 1659        |      |
| St.-Jürgen-Asyl, Pensionshaus für Männer, Haus VII, Klinikum Ost, Haus 16                   | Krankenstation                           | 1900–1904                        | Weber, Hugo Wagner, Hugo Ohnesorge, Hans                              | Züricher Straße 40 Osterholzer Landstraße 51, 51a, 51g Oewerweg                                              | Lage Q42430960       | BT   | 1660        |      |
| St.-Jürgen-Asyl, Pflege-Station für Frauen, Haus V, Klinikum Ost, Haus 2                    | Krankenstation                           | 1900–1904                        | Weber, Hugo Wagner, Hugo Ohnesorge, Hans                              | Züricher Straße 40 Osterholzer Landstraße 51, 51a, 51g Oewerweg                                              | Lage Q42430964       | BT   | 1661        |      |
| St.-Jürgen-Asyl, Geschlossene Station für Frauen, Haus VI, Klinikum Ost, Haus 3             | Krankenstation                           | 1900–1904                        | Weber, Hugo Wagner, Hugo Ohnesorge, Hans                              | Züricher Straße 40 Osterholzer Landstraße 51, 51a, 51g Oewerweg                                              | Lage Q42430973       | BT   | 1662        |      |
| St.-Jürgen-Asyl, Pensionshaus für Frauen, Haus VIII, Klinikum Ost, Haus 6                   | Krankenstation, Wohnhaus                 | 1900–1904                        | Weber, Hugo Wagner, Hugo Ohnesorge, Hans                              | Züricher Straße 40 Osterholzer Landstraße 51, 51a, 51g Oewerweg                                              | Lage Q42430976       | BT   | 1663        |      |
| St.-Jürgen-Asyl, Kochküche, Haus IX, Klinikum Ost, Haus 21                                  | Küchengebäude                            | 1900–1904                        | Weber, Hugo Wagner, Hugo Ohnesorge, Hans                              | Züricher Straße 40 Osterholzer Landstraße 51, 51a, 51g Oewerweg                                              | Lage Q42430985       | BT   | 1664        |      |
| St.-Jürgen-Asyl, Wäschereigebäude, Haus Xa, Klinikum Ost, Haus 20                           | Wäscherei                                | 1900–1904                        | Weber, Hugo Wagner, Hugo Ohnesorge, Hans                              | Züricher Straße 40 Osterholzer Landstraße 51, 51a, 51g Oewerweg                                              | Lage Q42430987       | BT   | 1665        |      |
| St.-Jürgen-Asyl, Maschinenhaus und Wasserturm, Haus Xb, Klinikum Ost, Haus 24               | Maschinenhaus, Wasserturm                | 1900–1904                        | Weber, Hugo Wagner, Hugo Ohnesorge, Hans                              | Züricher Straße 40 Osterholzer Landstraße 51, 51a, 51g Oewerweg                                              | Lage Q42430993       | BT   | 1666        |      |
| St.-Jürgen-Asyl, Verwaltungsgebäude, Haus XI, Klinikum Ost, Haus 9                          | Verwaltungsgebäude                       | 1900–1904                        | Weber, Hugo Wagner, Hugo Ohnesorge, Hans                              | Züricher Straße 40 Osterholzer Landstraße 51, 51a, 51g Oewerweg                                              | Lage Q42430997       | BT   | 1667        |      |
| St.-Jürgen-Asyl, Bäckerei und Werkstätten, Haus XII, Klinikum Ost, Haus 10                  | Bäckerei, Werkstatt                      | 1900–1904                        | Weber, Hugo Wagner, Hugo Ohnesorge, Hans                              | Züricher Straße 40 Osterholzer Landstraße 51, 51a, 51g Oewerweg                                              | Lage Q42431004       | BT   | 1668        |      |
| St.-Jürgen-Asyl, Direktorwohnhaus, Haus XIV, Klinikum Ost, Haus 17                          | Wohnhaus, Direktorenwohnhaus             | 1900–1904                        | Weber, Hugo Wagner, Hugo Ohnesorge, Hans                              | Züricher Straße 40 Osterholzer Landstraße 51, 51a, 51g Oewerweg                                              | Lage Q42431013       | BT   | 1669        |      |
| St.-Jürgen-Asyl, Wärterwohnung, Haus XV-XIX, Klinikum Ost, Haus 30                          | Wohnhaus, Beamtenwohnhaus                | 1900–1904                        | Weber, Hugo Wagner, Hugo Ohnesorge, Hans                              | Züricher Straße 40 Osterholzer Landstraße 51, 51a, 51g Oewerweg                                              | Lage Q42431021       | BT   | 1670        |      |
| St.-Jürgen-Asyl, Nebengebäude einer Wärterwohnung, Haus XV-XIX, Klinikum Ost, Haus 31       | Wohnhaus, Beamtenwohnhaus                | 1900–1904                        | Weber, Hugo Wagner, Hugo Ohnesorge, Hans                              | Züricher Straße 40 Osterholzer Landstraße 51, 51a, 51g Oewerweg                                              | Lage Q42431029       | BT   | 1671        |      |
| St.-Jürgen-Asyl, Wärterwohnung, Haus XV-XIX, Klinikum Ost, Haus 7                           | Wohnhaus, Beamtenwohnhaus                | 1900–1904                        | Weber, Hugo Wagner, Hugo Ohnesorge, Hans                              | Züricher Straße 40 Osterholzer Landstraße 51, 51a, 51g Oewerweg                                              | Lage Q42431039       | BT   | 1672        |      |
| St.-Jürgen-Asyl, Wärterwohnung, Haus XV-XIX, Klinikum Ost, Haus 8                           | Wohnhaus, Beamtenwohnhaus                | 1900–1904                        | Weber, Hugo Wagner, Hugo Ohnesorge, Hans                              | Züricher Straße 40 Osterholzer Landstraße 51, 51a, 51g Oewerweg                                              | Lage Q42431045       | BT   | 1673        |      |
| St.-Jürgen-Asyl, Hofmeierhaus/Kuhstall, Haus XXI und XXII, Klinikum Ost, Haus 43, Hof Maass | Hofmeierhaus, Stall                      |                                  |                                                                       | Züricher Straße 40 Osterholzer Landstraße 51, 51a, 51g Oewerweg                                              | Lage Q42431058       | BT   | 1674        |      |
| St.-Jürgen-Asyl, Gutshof/Pferdestall, Haus XXIII und XXIV, Klinikum Ost, Haus 40, Hof Maass | Gutshaus, Stall                          |                                  |                                                                       | Züricher Straße 40 Osterholzer Landstraße 51, 51a, 51g Oewerweg                                              | Lage Q42431064       | BT   | 1675        |      |
| St.-Jürgen-Asyl, Wagenschuppen, Haus XXVI, Klinikum Ost, Haus 41, Hof Maass                 | Schuppen                                 |                                  |                                                                       | Züricher Straße 40 Osterholzer Landstraße 51, 51a, 51g Oewerweg                                              | Lage Q42431070       | BT   | 1676        |      |
| St.-Jürgen-Asyl, Kegelhäuschen, Haus XXVIII, Klinikum Ost, Haus 61                          | Kegelbahn                                | 1900–1904                        | Weber, Hugo Wagner, Hugo Ohnesorge, Hans                              | Züricher Straße 40 Osterholzer Landstraße 51, 51a, 51g Oewerweg                                              | Lage Q42431099       | BT   | 1677        |      |
| St.-Jürgen-Asyl, Offene Station für Männer, Klinikum Ost, Haus 11                           | Krankenstation                           | 1907–1915                        | Weber, Hugo Ohnesorge, Hans                                           | Züricher Straße 40 Osterholzer Landstraße 51, 51a, 51g Oewerweg                                              | Lage Q42431121       | BT   | 1678        |      |
| St.-Jürgen-Asyl, Pflegestation für Männer, Haus C, Klinikum Ost, Haus 14                    | Krankenstation                           | 1907–1915                        | Weber, Hugo Ohnesorge, Hans                                           | Züricher Straße 40 Osterholzer Landstraße 51, 51a, 51g Oewerweg                                              | Lage Q42431131       | BT   | 1679        |      |
| St.-Jürgen-Asyl, Offene Station für Frauen, Haus B, Klinikum Ost, Haus 5                    | Krankenstation                           | 1907–1915                        | Weber, Hugo Ohnesorge, Hans                                           | Züricher Straße 40 Osterholzer Landstraße 51, 51a, 51g Oewerweg                                              | Lage Q42431145       | BT   | 1680        |      |
| St.-Jürgen-Asyl, Pflegestation für Frauen, Haus A, Klinikum Ost, Haus 4                     | Krankenstation                           | 1907–1915                        | Weber, Hugo Ohnesorge, Hans                                           | Züricher Straße 40 Osterholzer Landstraße 51, 51a, 51g Oewerweg                                              | Lage Q42431157       | BT   | 1681        |      |
| Bauernhaus Osterholzer Dorfstraße 29                                                        | Bauernhaus, Einfriedung, Wohnhaus        | um 1816                          |                                                                       | Osterholzer Dorfstraße 29                                                                                    | Lage Q42431174       | ED   | 0968        |      |
| Osterholzer Friedhof                                                                        | Friedhof                                 | 1910–1925                        | Seeck, Franz Freye, Paul Eeg, Carl                                    | Osterholzer Heerstraße 32, 34 Steinmetzenweg, Ludwig-Roselius-Allee                                          | Lage Q1281961        | GA   | 0969,T      |      |
| Friedhofskapelle                                                                            | Friedhofskapelle, Wandelgang, Torgebäude |                                  | Seeck, Franz                                                          | | Lage Q42431194       |      | 0969,T002   |      |
| Grabmale der kriegszerstörten Ansgariikirche                                                | Grabmal                                  | 17. Jahrhundert, 18. Jahrhundert |                                                                       | | Lage Q42431206       |      | 0969,T003   |      |
| Grabmale vom Doventorsfriedhof                                                              | Grabmal                                  | 19. Jahrhundert                  | Steinhäuser, Carl                                                     | | Lage Q42431214       |      | 0969,T004   |      |
| Grabmale vom Herdentorsfriedhof                                                             | Grabmal                                  | 19. Jahrhundert                  | Kropp, Diedrich                                                       | | Lage Q42431236       |      | 0969,T005   |      |
| Ehrenanlage für KZ-Opfer und deutsche Soldaten (Feld K)                                     | Ehrenmal                                 | 1952                             | Halbhuber, Paul                                                       | | Lage Q42431253       |      | 0969,T006   |      |
| Ehrenmal für ausländische Kriegstote (Feld N)                                               | Ehrenmal                                 | um 1952                          |                                                                       | | Lage Q42431256       |      | 0969,T007   |      |
| Trauernde Frauen, zwei trauernde Frauen                                                     | Skulptur                                 | 1962–1966                        | Schreiter, Gerhard                                                    | | Lage Q62061863       |      | 0969,T008   |      |
| Egestorff-Stiftung, Landgut von Büren, Landgut Oelrichs                                     | Landgut, Landschaftsgarten, Altenheim    |                                  |                                                                       | Osterholzer Heerstraße 192 Stiftungsweg 2                                                                    | Lage Q1297337        | GA   | 0970,T      |      |
| Gutspark                                                                                    | Gutspark, Landschaftsgarten, Park        | 18. Jahrhundert, um 1840         |                                                                       | | Lage Q42431287       |      | 0970,T001   |      |
| Skulptur                                                                                    | Skulptur, Plastik                        |                                  | Frese, Theophilus Wilhelm (?)                                         | | Lage Q42431310       |      | 0970,T002   |      |
| Taufstein                                                                                   | Taufstein, Vogelbrunnen                  |                                  | Gorsemann, Ernst                                                      | | Lage Q42431323       |      | 0970,T003   |      |
| Sonnenuhr                                                                                   | Sonnenuhr                                | 18. Jahrhundert                  |                                                                       | | Lage Q42431330       |      | 0970,T004   |      |
| Steinbank                                                                                   | Steinbank                                |                                  |                                                                       | | Lage Q42431337       |      | 0970,T005   |      |
| Grabmal J.H. Egestorff                                                                      | Grabmal                                  | 1905                             | Abbehusen, August / Blendermann, Otto                                 | | Lage Q42431348       |      | 0970,T006   |      |
| Bischofstor                                                                                 | Toranlage                                | 1838 1848, 1912, 1955            | Stamm, Friedrich Moritz                                               | | Lage Q42431358       |      | 0970,T007   |      |
| Skulptur                                                                                    | Skulptur                                 | 18. Jahrhundert                  |                                                                       | | Lage Q42431376       |      | 0970,T008   |      |
| Plastik                                                                                     | Plastik                                  | 1950                             | Gorsemann, Ernst                                                      | | Lage Q42431424       |      | 0970,T009   |      |
| Hl. Michael                                                                                 |                                          | um 1900                          | Grüttner, Richard                                                     | | Lage Q42431447       |      | 0970,T010   |      |
| Egestorff-Stiftung                                                                          | Altenheim                                | 1909–1912                        | Heyberger, Werner Heyberger, Werner / Luley, Diedrich Rohde, Georg K. | Stiftungsweg 2                                                                                               | Lage Q42431470       | ED   | 1725        |      |
| Landhaus von Büren-Oelrichs                                                                 | Herrenhaus, Altenheim                    | um 1857 1975–1976                |                                                                       | Osterholzer Heerstraße 192                                                                                   | Lage Q42431455       | BT   | 1724        |      |
| Schule Osterholz                                                                            | Schule                                   | 1852, 1899, 1914                 | Ulrich, Gustav                                                        | Osterholzer Heerstraße 160 Oewerweg                                                                          | Lage Q109806493      | ED   | 3970        |      |

Anzahl der Objekte in Osterholz (Bremen): 50, davon mit Bild: 50 (100 %).